# Лексикологија
Лексикологија (од грч. lexikon речник, logia наука) део је науке о језику који проучава речи у њиховом својству основних јединица именовања.
Лексикологија проучава значење речи, као и синтагматске, парадигматске и деривационе везе међу речима. Најмања самостална јединица лексичког система је лексема. 
Сви граматички облици и сва значења једне речи чине лексему. Не може се појавити у конкретној употреби у свим својим облицима и значењима истовремено. 
Ранко Бугарски наводи да се у стручној лингвистичкој терминологији лексемом назива реч која је јединица речника (лексикона, вокабулара), са свим њеним граматичким облицима и фразеолошким проширењима. Скуп свих облика једне лексеме чини њену парадигму.

## Подела лексикологије
Рајна Драгићевић наводи четири поделе лексикологије.
По првој подели разликујемо:
- Лексикологија у ужем смислу проучава само речи.
- Лексикологија у ширем смислу подразумева и фразеологију или неку другу дисциплину или дисциплине блиске лексикологији (творба речи, етимологија, ономастика...)

По другој подели:
- Општа лексикологија се односи на све језике, а њене законитости због универзалности многих језичких питања, важе и у посебним лексикологијама. На пример питања полисемије, антонимије, хипонимије, синонимије.
- Посебна лексикологија тиче се посебних језика. Различит је начин реализације наведених универзалних лексичких појава.

Трећа подела:
- Лексикологија једног језика. Лексичка појава се посматра и обрађује у једном језику.
- Упоредна (контрастивна) лексикологија. Лексичка појава се пореди у различитим језицима. Уколико се лексички односи и законитости проучавају у два слична или више сличних језика (нпр. два словенска језика) реч је о упоредној лексикологији, а уколико су језици несродни (нпр. један словенски и један романски језик) у питању је контрастивна лексикологија.

Четврта подела:
- Синхронијска лексикологија описује лексичке појаве у једном временском пресеку.
- Дијахронијска лексикологија проучава развој лексичких појава кроз време.

## Лексикологија и сродне дисциплине

### Етимологија
Етимологија је наука о пореклу речи. Користећи разне методе, етимолози покушавају да утврде када је и како нека реч ушла у језик, колико су се и на који начин променили њен облик и значење. Етимологија се углавном служи изучавањем старих рукописа и других писаних докумената; у језицима у којима то није могуће користи се тзв. компаративни метод. Као и лингвистика уопште, много дугује ауторима санскритских граматика. Сама реч „етимологија“ потиче од старогрчких речи έτυμος (étymos - истинит, тачан) и грч. λόγος (lógos - реч)

### Терминологија
Терминологија је грана лексикологије која проучава специјализовану лексику тј. термине коју су везани за посебну науку или професију.

### Ономастика
Ономастика је грана лексикологије која проучава властита имена: антропоними (имена људи), топоними (имена места), хидроними (имена водених површина), ороними (имена планина)

### Фразеологија
Фразеологија проучава комбинације лексичких јединица које чине једну значењску јединицу која се назива идиом.

### Лексикографија
Лексикографија је део лексикологије који проучава теоријско знање о речнику и који се бави састављањем речника. Лексикографи су стручњаци за састављање речника, лексикона и енциклопедија и они записују речи, тумаче њихово значење и систематично их сређују у посебну књигу - речник.